# Corpesca
Corpesca, S. A. es una empresa pesquera chilena, controlada por el Grupo Angelini (que posee el 77 % de la compañía), a través de su matriz AntarChile. Según la propia empresa, es la pesquera más grande del país, con una producción anual que equivale al 6 % de la oferta mundial de harina de pescado.
Fue creada en septiembre de 1999 —tras los efectos que provocó El Niño en el sector pesquero chileno— bajo el nombre Consorcio Pesquero del Norte S.A., como resultado de la fusión de las empresas Eperva S.A. (creada en 1956), Pesquera Iquique-Guanaye S.A. (creada en 1992) y Sociedad Pesquera Coloso S.A. En 2013 adquirió en Brasil la empresa Sementes Selecta S.A., que tiene sedes en Goiânia y Araguari, estableciendo su filial Corpesca do Brasil Empreendimentos e Participações Ltda.
Tiene plantas en los puertos de Arica, Iquique, Tocopilla y Mejillones, además de un centro de distribución en Puerto Montt, y sus oficinas ubicadas en Santiago.
En 2021, Corpesca fue declarada culpable por los delitos de soborno al exsenador Jaime Orpis y a la exdiputada Marta Isasi, en el contexto de la Ley de Pesca que se estaba tramitando en el Congreso. La empresa debió pagar una multa a beneficio fiscal de 10 000 UTM (alrededor de $516 millones de pesos), y publicar en un diario de circulación nacional la parte resolutiva de la sentencia que se refiere a sus delitos. De este modo, se convirtió en la primera personalidad jurídica declarada culpable a través de juicio oral en el país.

## Financiamiento ilegal de la política
La empresa ha sido cuestionada en varias oportunidades por su influencia en la discusión de proyectos de ley relativos a la pesca en el Congreso Nacional de Chile.
En 2002 los senadores Andrés y Adolfo Zaldívar fueron acusados de tener conflicto de interés para tramitar la Ley "corta" de Pesca, dado que ambos —y otros miembros de su grupo familiar— eran accionistas de Eperva S.A., filial de Corpesca.

### «Caso Corpesca»
Actualmente la empresa es investigada por el financiamiento ilícito que realizó a varios parlamentarios, mediante boletas ideológicamente falsas gestionadas por su gerente general, Francisco Mujica, entre 2009 y 2013, para que los intereses de la empresa se reflejaran en la Ley de Pesca que se estaba tramitando en el Congreso. Luego del estallido del escándalo, a mediados de 2013, Mujica renunció a su cargo en la empresa. En mayo de 2016, Mujica fue formalizado por la jueza del Cuarto Juzgado de Garantía de Santiago, Ana Emilia Ethit, por los delitos de soborno y delitos tributarios reiterados.

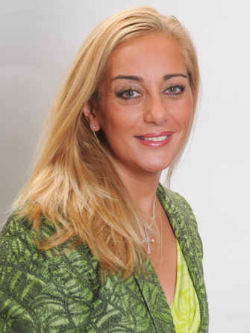
La exdiputada Marta Isasi en 2010.

La primera de las políticas que fue públicamente acusada de recibir pagos de Corpesca, fue la entonces diputada por Iquique Marta Isasi, quien recibió 25 millones de pesos antes de que la Cámara de Diputados votara la actual Ley de Pesca. En noviembre de 2015, el diario La Tercera filtró un intercambio de correos electrónicos entre Mujica e Isasi que confirmó la relación entre la exdiputada —ya que finalizó su mandato en marzo de 2014— y la empresa. En marzo de 2016 Isasi fue citada a declarar a la Fiscalía Metropolitana Centro Norte, y posteriormente se fijó audiencia para formalizar a Isasi por cohecho y delitos tributarios para el 24 de mayo, aunque ésta fue suspendida al 2 de junio por supuesta enfermedad de la acusada. El 2 de diciembre de 2020, fue declarada culpable junto al exsenador Jaime Orpis por el delito de cohecho, siendo este el resultado del primer juicio oral realizado en Chile por financiamiento ilegal de la política.

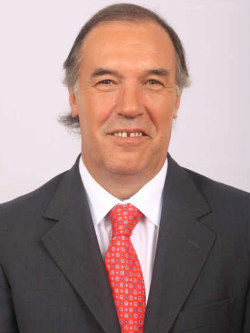
El exsenador Jaime Orpis en 2011.

El por entonces senador Jaime Orpis, por su parte, emitió boletas ideológicamente falsas por un monto total de 233 millones de pesos. El parlamentario fue desaforado en primera instancia el 14 de enero de 2016, acusado de cuatro delitos: cohecho, fraude al fisco, delitos tributarios y lavado de activos; días antes había renunciado a la Unión Demócrata Independiente (UDI), junto con reconocer el financiamiento irregular de sus campañas políticas. El 29 de abril de 2016, el pleno de la Corte Suprema ratificó el desafuero tras confirmar tres de los cuatro delitos antes mencionados: cohecho, fraude al Fisco y delitos tributarios; y fue formalizado el 25 de mayo. En mayo de 2017, la Corte de Apelaciones decidió ampliar su desafuero parlamentario, y continuar con su arresto domiciliario. Tres años más tarde, el 2 de diciembre de 2020, fue declarado culpable junto a la exdiputada Marta Isasi por seis delitos de fraude al fisco y cohecho. Finalmente, el 16 de abril de 2021, Orpis fue condenado a 5 años y un día de prisión efectiva. Isasi, por su parte, fue condenada a 50 días de prisión —que ya habría cumplido, debido al tiempo que pasó con arresto domiciliario— y el pago de una multa de $20 millones de pesos. Además, quedó impedida de ejercer cargos públicos durante un año y cinco meses.
En tanto, Corpesca fue condenada como persona jurídica por los delitos de soborno a Orpis e Isasi, debiendo pagar una multa a beneficio fiscal de 10.000 UTM (aproximadamente $516 millones de pesos), y publicar en un diario de circulación nacional la parte resolutiva de la sentencia que se refiere a sus delitos. Fue la primera vez que se condenó a una persona jurídica a través de juicio oral en el país.
Otros políticos que han sido investigados por la Fiscalía son el también senador por de Arica y Parinacota y Tarapacá, Fulvio Rossi, debido a la filtración a fines de 2015 de correos electrónicos que lo vinculan con Corpesca, donde se sugería que Rossi habría estado operando a favor de los intereses de la empresa durante la tramitación de la Ley de Pesca, y por los posibles pagos para el financiamiento de campañas de Rossi realizados por la empresa pesquera; y el exministro Pablo Longueira, por su eventual responsabilidad en la presunta obtención irregular de dinero para fines políticos.